# Momo
momo（モモ）は4人組のギターロックバンド。バンド名の由来はミヒャエル・エンデ著作の『モモ』よりというのが公式のプロフィールである。東京を中心に全国でライブ活動を展開していた。対バン形式で共演していたバンドにはアシガルユース、soratobiwo、ロマンチップスなどがある。

## メンバー
- suguru（すぐる）

1980年5月26日 生まれ。愛媛県新居浜市出身、ボーカル&ギター
本名は高橋 勝。momoのリーダーでギターボーカル。多くの曲と歌詞を書いており、特に歌詞は9割9分がsuguruの作詞。公式プロフィールでは体重120kgで柔道2段。体型が太めであることをいじられることが多いが、そこを入り口にして、momoの曲や歌を知ってほしいと本人は語っている。
- 折井 正光（おりいまさみつ）

1981年1月18日生まれ。茨城県つくば市出身、ギター
リードギター。ニックネームは「おりい」。趣味はダーツ。サウナ好き。メンバー中、最も無口なキャラだが、LIVEでは彼の演奏が主役になることが多い。suguruとともに作曲もする。
- しみずあすか

1983年4月27日生まれ。埼玉県さいたま市出身、ベース
メンバー中、唯一の女性。ニックネームは「あすかちゃん」。もともと折井とは、同じバンド（America Tour）で活動していた。お酒が大好き。
- 烏山 亮（からすやまりょう）

1983年10月5日生まれ。東京都板橋区出身、ドラム
LIVEやUstreamではMCを務めることが多いmomoのムードメーカー。ニックネームは「からす」。元々、LIVEに客として来ていたのをsuguruが誘う形でメンバーに加入。吹奏楽部でティンパニーの経験があったが、ドラムは叩いたことはなかったという。

## 歴史
- 2004年：suguruを中心に4人組で結成
- 2004年9月：池袋手刀で初ライブ
- 2004年12月：ベーシストとドラマーが脱退
- 2005年1月：烏山亮が加入、ギタリストがベーシストへ転向し3ピースとなる
- 2008年1月：折井正光が加入
- 2008年12月：ベーシストが脱退
- 2009年1月：しみずあすかが加入
- 2012年9月：西原 誠（ex.GRAPEVINE）のプロデュース楽曲を含むアルバム"I'm Human"でLow-Fi Recordsより全国デビュー
- 2013年8月：SUMMER SONIC 2013に出演
- 2014年1月：結成10周年記念として、渋谷HOMEにて単独全曲ライブ
- 2014年12月：2015年4月をもって解散することを発表
- 2015年4月18日、19日：東京・吉祥寺Planet Kで開催された解散2デイズライブをもって解散
- 2016年6月24日：一夜限定の復活ライブを開催
- 2017年2月：2度目となる復活ライブを開催
- 2025年4月19日：解散から10年、解散した日と同日に一夜限りの復活ライブを開催。会場は移転した吉祥寺Planet Kで行われた

## 作品
- シングル

| 発行年 | タイトル                 | 収録曲                              |
| ------ | ------------------------ | ----------------------------------- |
| 2006年 | トレモロ／エレクトリック | 1. トレモロ 2. エレクトリック       |
| 2007年 | ハローハロー／stab song  | 1. ハローハロー 2. stab song        |
| 2009年 | スピカ                   | 1. スピカ 2. アルベド 3. 星を集めて |
| 2011年 | 伝えるよ／東京レター     | 1. 伝えるよ 2. 東京レター           |
| 2014年 | 鈍色コールタール         | 1. 鈍色コールタール 2. 長い冬の夜   |

- アルバム・ミニアルバム

| 発行年 | タイトル       | 収録曲 |
| ------ | -------------- | --- |
| 2010年 | ぼくのら       | 1. 僕はヒロイン 2. ソノラ 3. さよならさらば 4. 交差点 5. ファンタズマ 6. illuminated                                                                  |
| 2012年 | I'm HUMAN      | 1. 東京レター 2. TONIGHT 3. アンセム 4. Weather Report 5. かつての少年 6. 交差点 7. イッツ・オーライ 8. ファンタズマ 9. bad day is good day 10. HUMAN |
| 2014年 | おんがくの時代 | 1. おんがくの時間 2. 君の空 3. 愛はノンフィクション 4. spotwrite 5. さよならをしよう 6. いくつもの夜を越えて                                          |

## 逸話
- アルバム"I'm HUMAN"に収録されている東京レター、TONIGHTの2曲を西原誠がプロデュース。西原自身は、"TONIGHT"については「今までの美しいメロディーやポップな感じを残しながら、疾走感やロック感を出した」、"東京レター"については「よりロックバンドがポップソングを本気でやっている感じを出した」といったコメントをしている[8]。
- 東京レターは、suguruが自分の故郷である愛媛県のことを思って書いた曲である[9]。プロモーションビデオには動物のかぶりものをしたメンバーがそれぞれ出演しており[10]、カバ人間に扮した烏山が主役を務めている[4]。また、同じ被り物を使って、アルバム"I'm HUMAN"のカバー写真も作成されている。
- LIVEのフライヤーの中に1枚だけ、その日のsuguruの体重がメモされたものが混じっていた[4]
- SUMMER SONIC 2013には、「出れんの!?サマソニ!?」において1000組以上の中から選ばれて出演した[11]。その際、「フロアにいるお客さんの姿も含めてステージで演奏している姿が一番想像できたのはこのバンド」と評価された[12]。また、選考員の一人を務めた、いしわたり淳治は、momoについて「甘酸っぱい疾走感のギター・ポップが良かった」とコメントしている[13]。